# Industria bellica

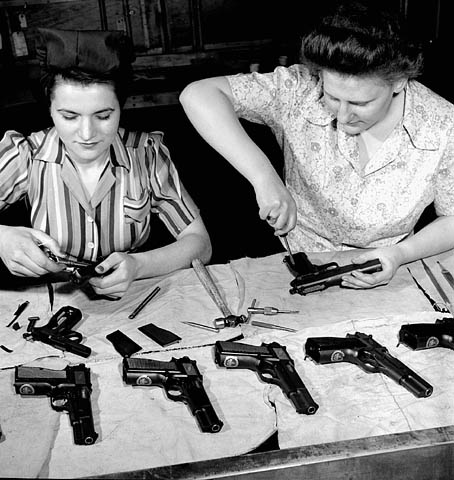
Lavoratrici assemblano pistole alla fabbrica di munizioni John Inglis, Canada, aprile 1944

L'industria bellica è l'attività manifatturiera che si occupa della produzione e sviluppo di armi, equipaggiamenti e tecnologie militari. Coinvolge inoltre la progettazione ed il commercio di tali materiali, dotazioni e attrezzature belliche. L'industria bellica (soprattutto quando intesa come industria della difesa) produce armamenti principalmente per le forze armate statali. Anche il settore governativo partecipa all'industria bellica nella compravendita internazionale di  armi, munizioni ed altri prodotti militari. La fabbricazione militare include armi da fuoco, munizioni, missili, aerei, veicoli, navi, sistemi elettronici ed altro. L'industria bellica conduce anche un'importante ricerca e sviluppo nel campo delle tecnologie militari.

## Descrizione

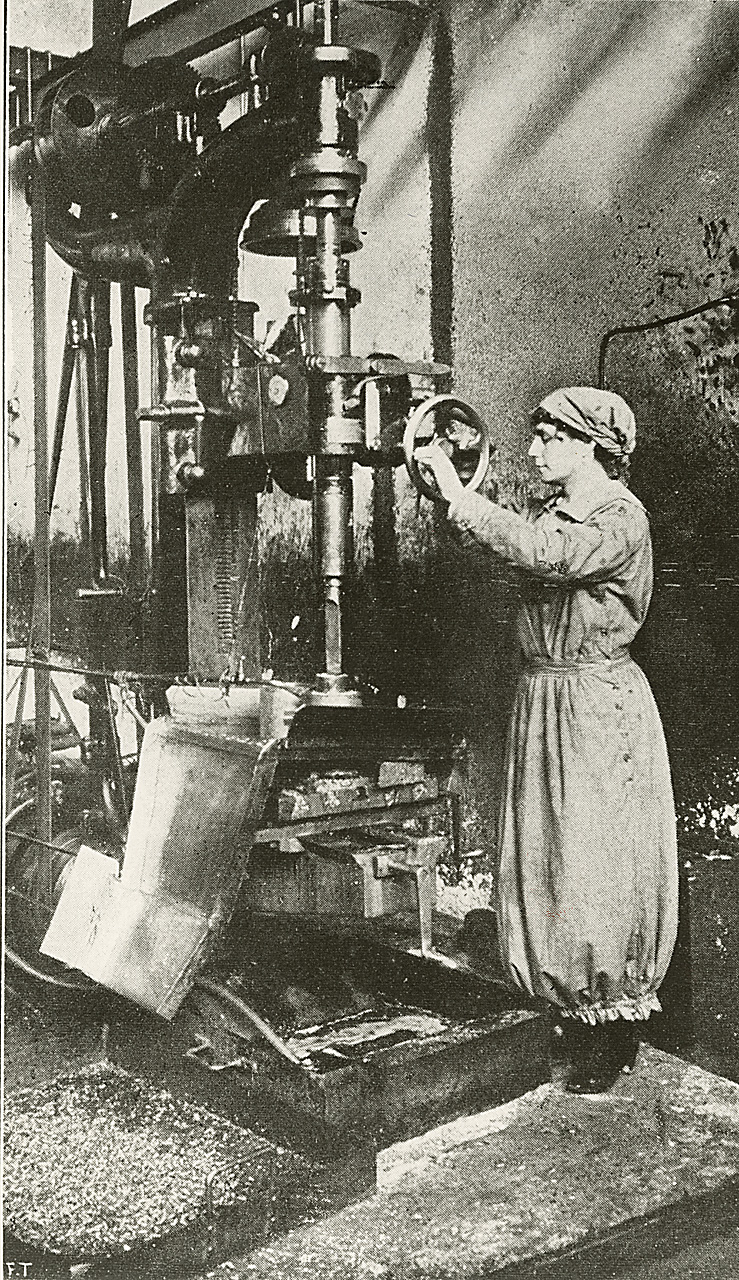
Donna operaia italiana durante la prima guerra mondiale. Durante i due conflitti mondiali, molte donne furono impiegate nell'industria bellica per sopperire alla mancanza di uomini impegnati al fronte

È stato stimato che annualmente, in tutto il mondo, più di un trilione e mezzo di dollari siano impiegati nelle spese militari (il 2,7% del PIL mondiale). Questo rappresenta una diminuzione rispetto al 1990, quando le spese militari costituivano il 4% del PIL mondiale. Parte di questa spesa è impiegata nell'approvvigionamento degli armamenti. L'insieme delle vendite delle prime 100 più grandi aziende di produzione bellica ammontava nel 2006 a 315 miliardi di dollari. Nel 2004 più di 30 miliardi di dollari sono stati impiegati nel commercio internazionale degli armamenti (non sono incluse nella cifra le vendite nazionali). Anche i commercio degli armamenti è stato uno dei settori colpiti dalla stretta del credito, con il conseguente dimezzamento del valore totale degli affari da 32,9 a 14,8 miliardi di dollari nel 2008. Molti paesi sviluppati hanno un'industria bellica nazionale che provvede alle proprie forze militari, alcuni hanno anche un consistente traffico  legale o illegale di armi  per  l'utilizzo dei cittadini. Un traffico illegale di armi piccole è comune in molti paesi e regioni affette da instabilità politica.
Le gare d'appalto per l'incarico di approvvigionamento dell'esercito di un dato paese sono aggiudicate dal governo, che stipula contratti di sostanziale importanza politica. Il legame tra la politica ed il commercio bellico può provocare uno sviluppo che il presidente statunitense Dwight D. Eisenhower ha descritto come un complesso militare-industriale e politico, dove i militari delle forze armate, gli industriali fabbricanti di armi e loro commercio e i politici del Congresso degli Stati Uniti d'America sono strettamente collegati. L'approvvigionamento della difesa Europea è più o meno analogo al  complesso militare-industriale statunitense. Varie società, alcune appartenenti alle istituzioni pubbliche, altre di proprietà privata, fanno queste offerte d'appalto che hanno spesso un valore di molti miliardi di dollari. A volte, come nel caso dell'appalto per il nuovo Joint Strike Fighter, prende luogo una competitiva procedura di gara, dove le decisioni sono basate sulla validità dei progetti presentati dalle compagnie coinvolte. Altre volte, non prendono luogo offerte d'appalto o competizioni.
Nel periodo della Guerra Fredda, l'esportazione di armamenti era utilizzata sia dall'Unione Sovietica che dagli Stati Uniti per influenzare le proprie condizioni negli altri paesi, in particolare i paesi del Terzo Mondo.

## Commercio di armi
| Posizione | Paese         | Quota sull'export globale (%) |
| --------- | ------------- | ----------------------------- |
| 1         | Stati Uniti   | 43                            |
| 2         | Francia       | 9,6                           |
| 3         | Russia        | 7,8                           |
| 4         | Cina          | 5,9                           |
| 5         | Germania      | 5,6                           |
| 6         | Italia        | 4,8                           |
| 7         | Regno Unito   | 3,6                           |
| 8         | Israele       | 3,1                           |
| 9         | Spagna        | 3,0                           |
| 10        | Corea del Sud | 2,2                           |

| Posizione | Paese                 | Quota sull'import globale (%) |
| --------- | --------------------- | ----------------------------- |
| 1         | India                 | 11                            |
| 2         | Arabia Saudita        | 9,6                           |
| 3         | Qatar                 | 6,4                           |
| 4         | Australia             | 4,7                           |
| 5         | Cina                  | 4,6                           |
| 6         | Egitto                | 4,5                           |
| 7         | Corea del Sud         | 3,7                           |
| 8         | Pakistan              | 3,7                           |
| 9         | Giappone              | 3,5                           |
| 10        | Stati Uniti d'America | 2,7                           |

### Principali esportatori di armi
Dal 1950 USA e Russia (o l’Unione Sovietica, prima del 1992) hanno continuato a essere i maggiori esportatori di armi del mondo e, insieme ai paesi dell’Europa occidentale, hanno storicamente dominato la classifica dei primi 10 fornitori e non vi sono segnali di un cambiamento nel prossimo futuro.
Tuttavia, la Cina si è ormai affermata tra i primi cinque: nel quinquennio 2010-14 è stato il terzo fornitore maggiore, superando Germania e Francia.
Secondo l'Istituto Internazionale di Ricerche sulla Pace di Stoccolma (SIPRI) nel 2020 i principali esportatori di armi nel mondo erano i seguenti Paesiː
| Posizione (2022) | Fornitore   | Export di armi (miliardi TIV) |
| ---------------- | ----------- | ----------------------------- |
| 1                | Stati Uniti | 14 515                        |
| 2                | Francia     | 3 021                         |
| 3                | Russia      | 2 820                         |
| 4                | Cina        | 2 017                         |
| 5                | India       | 1 900                         |
| 6                | Italia      | 1 825                         |
| 7                | Germania    | 1 510                         |
| 8                | Regno Unito | 1 504                         |
| 9                | Spagna      | 950                           |
| 10               | Israele     | 831                           |

Le esportazioni globali di armi sono aumentate di circa il 6% nel quinquennio 2015-2019 rispetto al periodo 2010-2014 e sono aumentate del 20% dal 2005 al 2009.
Si noti che le classifiche per gli esportatori al di sotto del miliardo di dollari sono meno significative, poiché possono essere influenzate da singoli contratti. Un quadro molto più accurato del volume delle esportazioni, esente da fluttuazioni annuali, è presentato dalle medie mobili a 5 anni.
Accanto al SIPRI, ci sono molte altre fonti che forniscono dati sui trasferimenti internazionali di armi. Questi includono rapporti nazionali dei governi nazionali sulle esportazioni di armi, il registro delle Nazioni Unite sulle armi convenzionali e una pubblicazione annuale del Servizio di ricerca del Congresso degli Stati Uniti che include i dati sulle esportazioni di armi verso i paesi in via di sviluppo compilati dalle agenzie di intelligence statunitensi. A causa delle diverse metodologie e definizioni utilizzate, fonti diverse spesso forniscono dati significativamente diversi.

#### Principali esportatori d'armi dal secondo dopoguerra

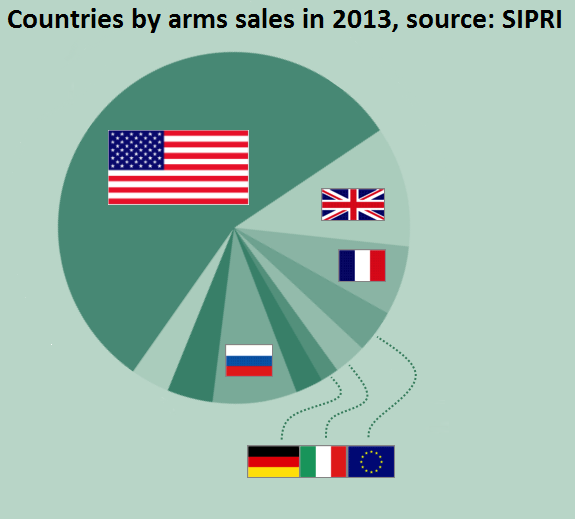
Percentuale di armi vendute per Paese nel 2013 (fonte SIPRI).

Il SIPRI usa i "trend-indicator values" (TIV), basati sui costi unitari di produzione noti delle armi e rappresentano il trasferimento di risorse militari piuttosto che il valore finanziario del trasferimento stesso.
| 1950–2022 | Fornitore        | Export di armi (miliardiTIV) |
| --------- | ---------------- | ---------------------------- |
| 1         | Stati Uniti      | 729 161                      |
| 3         | Unione Sovietica | 450 786                      |
| 3         | Russia           | 155 926                      |
| 4         | Regno Unito      | 144 569                      |
| 5         | Francia          | 136 347                      |
| 6         | Germania         | 90 701                       |
| 7         | Cina             | 61 283                       |
| 8         | Italia           | 37 328                       |
| 9         | Cecoslovacchia   | 31 066                       |
| 10        | Paesi Bassi      | 25 632                       |

### Principali importatori di armi
Nel 2014-2018, 155 Paesi (circa tre quarti di tutti i paesi) hanno importato armi maggiori; i primi 5 importatori di armi - Arabia Saudita, India, Egitto, Australia e Algeria - hanno rappresentato il 35% delle importazioni totali di armi nel 2014-18. Di questi, Arabia Saudita e India sono stati tra i primi cinque importatori sia nel 2009-2013 che nel 2014-18.
Le classifiche delle importazioni di armi oscillano pesantemente quando i paesi entrano ed escono dalle guerre. I dati sulle esportazioni tendono a essere meno volatili poiché gli esportatori tendono ad essere tecnologicamente più avanzati e hanno flussi di produzione stabili. Le medie mobili a 5 anni presentano un quadro molto più accurato del volume delle importazioni, esente da fluttuazioni annuali.
Nella tabella sottostante, le unità sono espressi come milioni di dollari USA di TIV ai prezzi degli anni '90. Questi numeri potrebbero non rappresentare flussi finanziari reali poiché i prezzi per le armi sottostanti possono arrivare a zero nel caso di aiuti militari
| Posizione nel 2020 | Acquirente     | Import di armi (miliardi TIV) |
| ------------------ | -------------- | ----------------------------- |
| 1                  | India          | 2 799                         |
| 2                  | Arabia Saudita | 2 466                         |
| 3                  | Australia      | 1 658                         |
| 4                  | Corea del Sud  | 1 317                         |
| 5                  | Egitto         | 1 311                         |
| 6                  | Cina           | 811                           |
| 7                  | Qatar          | 783                           |
| 8                  | Regno Unito    | 764                           |
| 9                  | Pakistan       | 759                           |
| 10                 | Giappone       | 724                           |

## Principali imprese produttrici
Il SIPRI Top 100 ordina le maggiori imprese produttrici di armi al mondo (esclusa la Cina) in base al volume delle loro vendite di armi. I dati sui profitti della seguente tabella (relativi al 2009) riguardano l'insieme delle attività dell'azienda, incluse quelle che non riguardano la vendita di armi.
| Posizione (2009) | Impresa             | (Paese)     | Vendite di armi (mln $) | Profitti (mln $) |
| ---------------- | ------------------- | ----------- | ----------------------- | ---------------- |
| 1                | Lockheed Martin     | Stati Uniti | 33 430                  | 3 024            |
| 2                | BAE Systems         | Regno Unito | 33 250                  | −70              |
| 3                | Boeing              | Stati Uniti | 32 300                  | 1 312            |
| 4                | Northrop Grumman    | Stati Uniti | 27 000                  | 1 686            |
| 5                | General Dynamics    | Stati Uniti | 25 590                  | 2 394            |
| 6                | Raytheon            | Stati Uniti | 23 080                  | 1 976            |
| 7                | EADS                | Europa      | 15 930                  | −1 060           |
| 8                | Finmeccanica        | Italia      | 13 280                  | 997              |
| 9                | L-3 Communications  | Stati Uniti | 13 010                  | 901              |
| 10               | United Technologies | Stati Uniti | 11 110                  | 4 179            |

Questo è un elenco dei più grandi produttori di armi del mondo (compresa la Cina) e di altre società di servizi militari che traggono il massimo profitto dall'economia di guerra. Le informazioni si basano su un elenco pubblicato dall'Istituto internazionale di ricerca sulla pace di Stoccolma (SIPRI) per il 2020 e il 2022ː
| Posizione (2020) | Compagnia                                                  | Guadagni settore difesa (miliardi US$) | % dei guadagni totali dalla difesa |
| ---------------- | ---------------------------------------------------------- | -------------------------------------- | ---------------------------------- |
| 1                | Lockheed Martin                                            | 53,2                                   | 89                                 |
| 2                | Boeing                                                     | 33,5                                   | 44                                 |
| 3                | Northrop Grumman                                           | 29,2                                   | 86                                 |
| 4                | Raytheon Technologies                                      | 25,3                                   | 87                                 |
| 5                | General Dynamics                                           | 24,5                                   | 62                                 |
| 6                | Aviation Industry Corporation of China                     | 22,4                                   | 34                                 |
| 7                | BAE Systems                                                | 22,2                                   | 95                                 |
| 8                | China Electronics Technology Group                         | 15,0                                   | 46                                 |
| 9                | Norinco                                                    | 14,5                                   | 22                                 |
| 10               | L3Harris Technologies                                      | 13,9                                   | 77                                 |
| 11               | United Technologies (da aprile 2020 Raytheon Technologies) | 13,1                                   | 17                                 |
| 12               | Leonardo S.p.A.                                            | 11,1                                   | 72                                 |
| 13               | Airbus                                                     | 11,0                                   | 14                                 |
| 14               | Thales Group                                               | 9,4                                    | 46                                 |
| 15               | Almaz-Antey                                                | 9,4                                    | 98                                 |

| Posizione (2022) | Compagnia                                          | Guadagni settore difesa (miliardi US$) | % dei guadagni totali dalla difesa |
| ---------------- | -------------------------------------------------- | -------------------------------------- | ---------------------------------- |
| 1                | Lockheed Martin                                    | 59,39                                  | 90                                 |
| 2                | RTX Corporation                                    | 39,57                                  | 59                                 |
| 3                | Northrop Grumman                                   | 32,30                                  | 88                                 |
| 4                | Boeing                                             | 29,30                                  | 44                                 |
| 5                | General Dynamics                                   | 28.32                                  | 72                                 |
| 6                | BAE Systems                                        | 26,90                                  | 97                                 |
| 7                | Norinco                                            | 22,06                                  | 27                                 |
| 8                | Aviation Industry Corporation of China             | 20,62                                  | 25                                 |
| 9                | China Aerospace Science and Technology Corporation | 19,56                                  | 44                                 |
| 10               | Rostec                                             | 16,81                                  | 55                                 |
| 11               | China Electronics Technology Group Corporation     | 15,08                                  | 27                                 |
| 12               | L3Harris Technologies                              | 12,63                                  | 74                                 |
| 13               | Leonardo S.p.A.                                    | 12,47                                  | 83                                 |
| 14               | Airbus                                             | 12,09                                  | 20                                 |
| 15               | China Aerospace Science and Industry Corporation   | 11,77                                  | 32                                 |

## Controllo degli armamenti
Il controllo degli armamenti si riferisce alle restrizioni internazionali sullo sviluppo, produzione, stoccaggio, proliferazione e utilizzo di armi leggere, convenzionali e di distruzione di massa. Viene tipicamente esercitato attraverso l’uso della diplomazia, che cerca di persuadere i governi ad accettare tali limitazioni attraverso accordi e trattati, sebbene possa anche essere imposto ai governi non consenzienti.

### Notable international arms control treaties

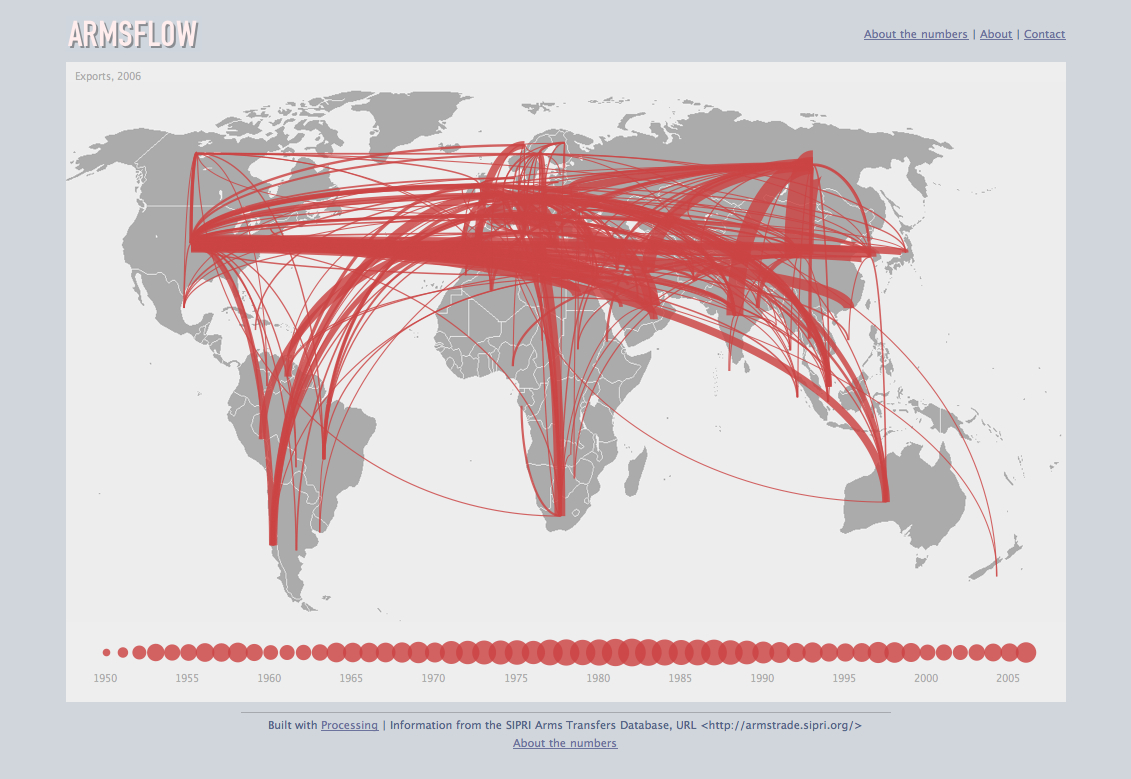
Vendite globali di armi dal 1950 al 2006

- Protocollo di Ginevra concernente la messa al bando dei gas asfissianti, tossici e simili e delle armi chimiche, 17 giugno 1925;
- Trattato sullo spazio extra-atmosferico, compresa la Luna e gli altri corpi celesti, firmato ed entrato in vigore nel 1967;
- Convenzione per le armi biologiche, firmata nel 1972 ed entrata in vigore nel 1975;
- Regime di controllo della tecnologia dei missili (MTCR), 1987;
- Convenzione sulle armi chimiche, firmata nel 1993 ed entrata in vigore nel 1997;
- Trattato di Ottawa per la proibizione dell'uso, stoccaggio, produzione, vendita di mine antiuomo e relativa distruzione, firmata nel 1997 ed entrata in vigore nel 1999;
- New START, firmato da Russia e Stati Uniti nell'aprile 2010 ed entrato in vigor enel febbraio 2011;
- Arms Trade Treaty (ATT), concluso nel 2013 ed entrato in vigore il 24 dicembre 2014.[18]